# Tắc đường

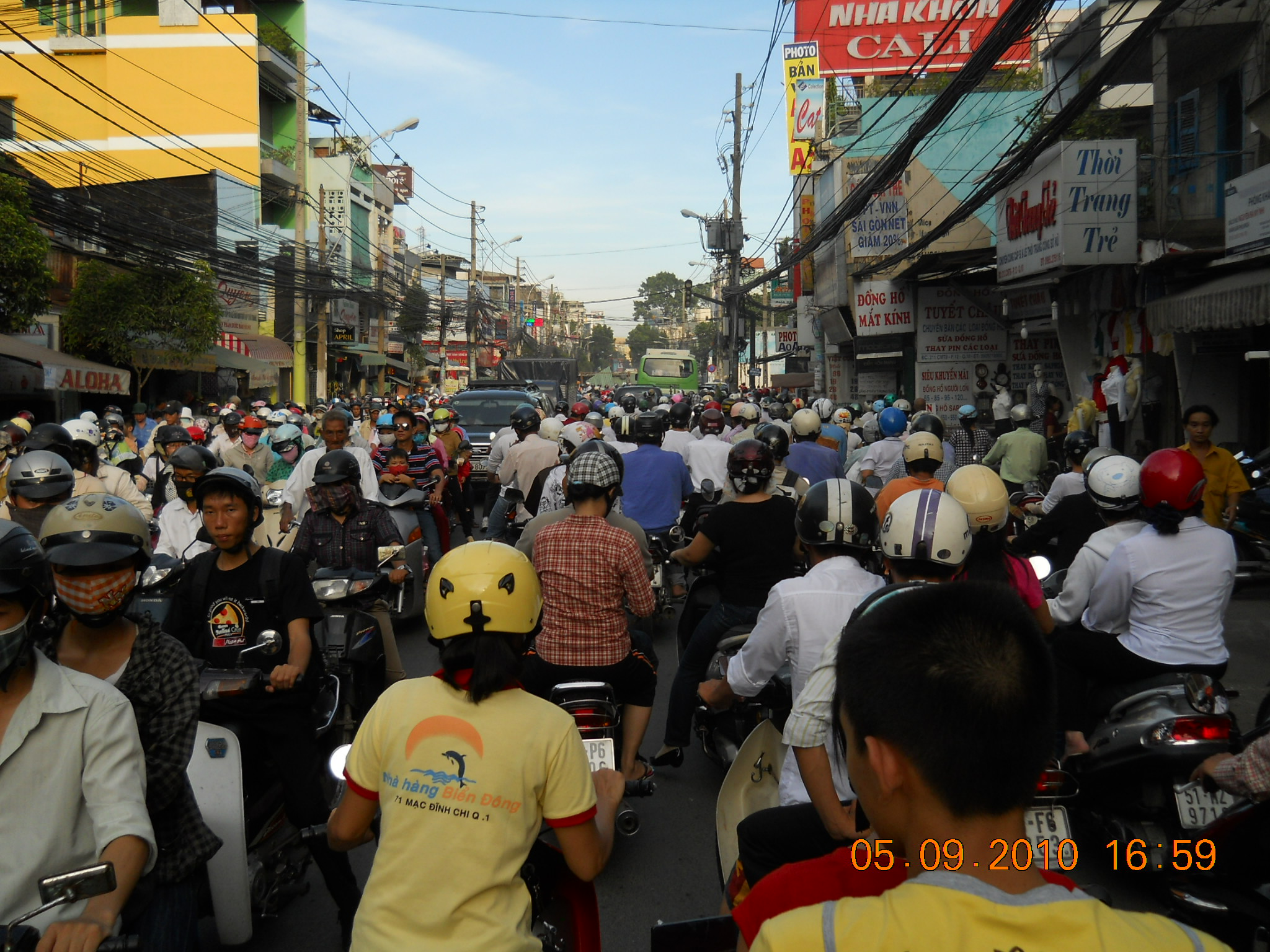
Tắc đường tại Thành phố Hồ Chí Minh năm 2010

Tắc đường (hay kẹt xe) là tình trạng không thể lưu thông được của xe cộ do hệ thống giao thông bị quá tải hay do những nguyên nhân bất khả kháng. Tắc đường luôn là vấn đề nghiêm trọng của các đô thị hiện đại ngày nay.

## Một số giải pháp
- Trong quy hoạch tổng thể dài hạn của các đô thị nên chú ý phân bổ các khu công nghiệp, thương nghiệp, dân cư, các tổ chức hành chính, trường học, bệnh viện v.v một cách hợp lý và giãn dần ra khỏi các khu trung tâm, các khu phố cổ.
- Xây dựng mới và cải tạo các hệ thống đường giao thông cũ có tính toán hợp lý đến quy hoạch tổng thể dài hạn của đô thị. Việc này sẽ làm giảm mật độ giao thông nhưng đòi hỏi đầu tư ban đầu lớn.
- Phát triển các loại hình phương tiện giao thông công cộng (xe buýt, tàu điện ngầm v.v) cũng như phân bổ số lượng phương tiện cho mỗi tuyến và số lượng điểm dừng, điểm đỗ một cách hợp lý để người sử dụng các phương tiện giao thông công cộng thấy có nhiều tiện lợi hơn.
- Khuyến khích sử dụng phương tiện giao thông công cộng và hạn chế sử dụng phương tiện giao thông cá nhân bằng các biện pháp kinh tế cũng như giáo dục, hợp lý hóa cơ cấu phương tiện vận chuyển như phân bổ nhu cầu đi lại theo các phương thức vận tải.
- Phân luồng giao thông để hạn chế phương tiện giao thông trong một số giờ cao điểm nhất định.
- Áp dụng khoa học kĩ thuật tiên tiến trong điều khiển giao thông vận tải để tổ chức điều hành giao thông đô thị.
  - Sử dụng GPS
- Hạn chế nhu cầu đi lại trong giờ cao điểm bằng các phương pháp hợp lý như quy định lại giờ làm việc của một số bộ ngành và có biện pháp thu hút nhu cầu đi lại của người dân trong giờ thấp điểm.
- Quy hoạch, phân bổ, xây dựng thêm một số công trình công cộng như trường học, chợ, bệnh viện, công viên, khu vui chơi giải trí... để hạn chế cự ly đi lại của người dân.
- Người dân tăng cường việc đi chung xe để giảm lưu lượng giao thông trên đường, từ đó giảm tắc đường.